# 뜨거운 목성

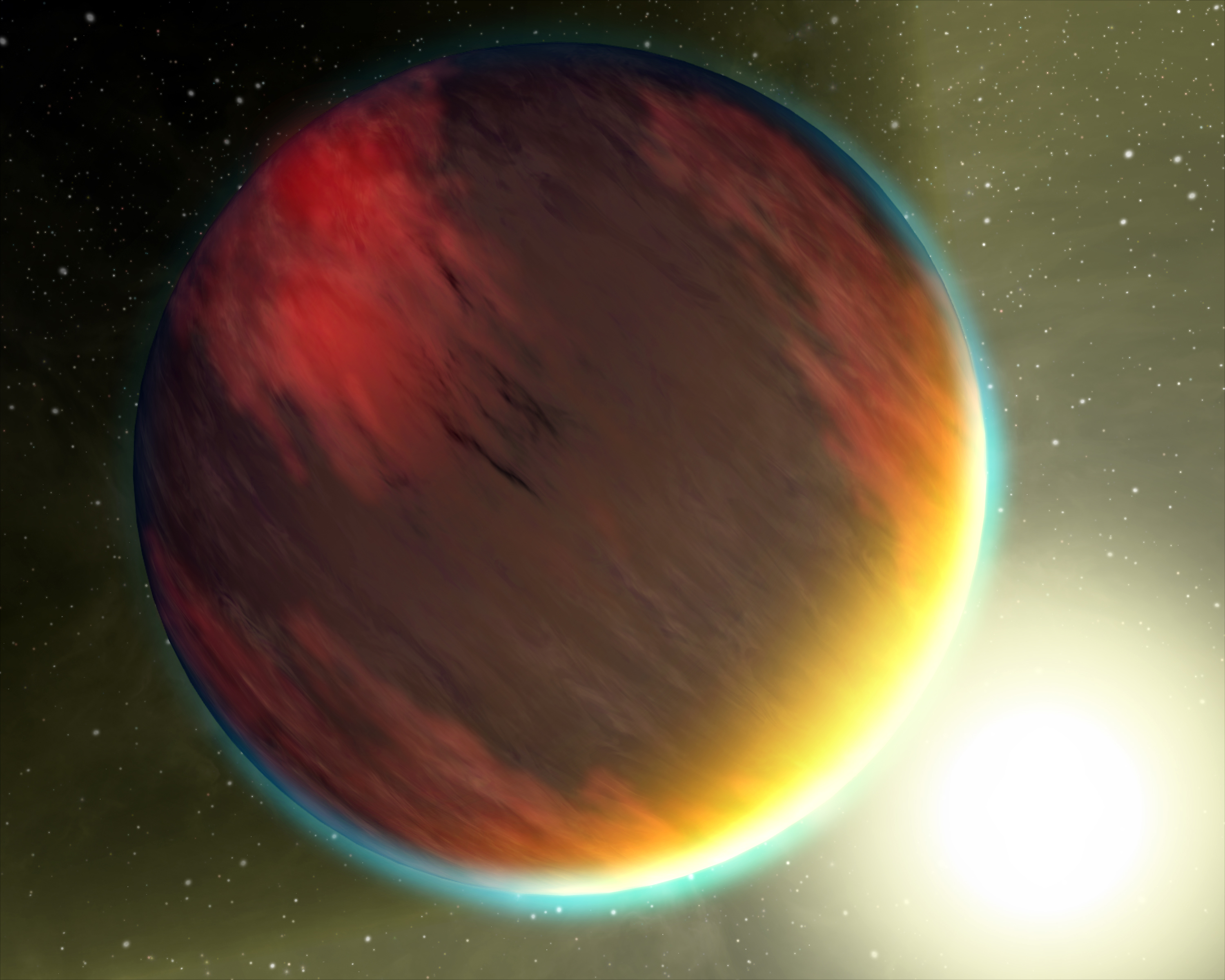
천체 예술가가 오시리스를 상상하여 만든 그림. 이 행성은 밤의 반구 쪽에서도 자신이 지니는 열 때문에 붉게 달아올라 있다.

뜨거운 목성(Hot Jupiter)은 태양계가 아닌 다른 항성 주위를 도는 외계행성 중, 모항성으로부터 태양-지구 사이 거리(1 AU)의 0.1에 불과하는 매우 가까운 거리를, 매우 빠른 속도로 며칠 정도의 짧은 시간에 걸쳐 공전하는, 목성과 비슷하거나 더 무거운 질량을 지닌 거대 가스 행성을 부르는 총칭이다. 항성에 아주 가까이 붙어 있기 때문에 강렬한 항성의 복사 에너지를 받아 표면 온도는 매우 뜨거울 것으로 예상하고 있다. 뜨거운 목성은 이와 같은 특징에서 따온 이름이다. 뜨거운 목성은 1995년에 페가수스자리 51을 도는 벨레로폰 이후 잇따라 발견되고 있다.
그밖에도 혜성처럼 이심률이 큰 공전 궤도를 그리면서, 항성에 가까워지면 가열되다가 멀어지면 냉각되는 과정을 계속 반복하는, 타원궤도 가스행성도 존재한다. 뜨거운 목성과 타원궤도 가스행성 두 종류는 지금까지 발견된 외계행성 중 대부분을 차지하고 있으며, 그 중에서도 타원궤도 가스 행성이 압도적으로 많다. 두 종류 모두 태양계에 있는 행성과는 판이하게 다른 존재이다.

## 특징

### 궤도
태양계의 경우 태양에서 가까운 곳은 지구와 같은 암석 행성이, 멀리 떨어진 곳에는 목성이나 토성처럼 거대한 행성이 태양을 공전하고 있다. 이들 외행성은 태양의 열을 충분히 받지 못하기 때문에 표면 온도가 영하 수 십에서 수 백도에 이르는 극한의 세계이다.
그러나 전형적인 뜨거운 목성은 어머니 항성에서 불과 0.05 천문단위밖에 떨어져 있지 않다. 어머니 항성이 태양과 비슷한 별일 경우 이렇게 가까운 궤도를 도는 행성이 단위 면적당 받는 복사 에너지량은 지구의 수백 배에 이른다. 이전에는 외계 행성계는 우리 태양계와 비슷한 구조를 갖고 있을 것으로 예상했지만, 실제 외계 행성 중 적지 않은 숫자가 이와 같이 작열하는 목성 형태였고 이는 천문학계에 큰 충격을 주었다.
인간의 거주 가능성을 고려할 때, 목성이나 토성처럼 생물권 바깥을 공전하는 가스 행성을, 뜨거운 목성에 대비하여 '선량한 목성'(good Jupiter)으로 표현한다. 여기에 대비하여, 뜨거운 목성은 근처에 있는 행성급 천체의 궤도를 교란시켜 안정된 공전 궤도를 형성하지 못하게 만든다는 의미에서, '사악한 목성'으로 부른다.

### 크기
태양으로부터 가까운 궤도를 도는 행성은 1995년부터 10년 넘는 기간 동안 수십 개 이상 발견되고 있다. 이들의 질량은 행성과 갈색 왜성 경계에 해당하는 큰 것으로부터, 지구의 수 배에 이르는 것까지 다양하다. 명확한 정의가 세워진 것은 아니지만, 이런 행성들 중 목성이나 토성 정도의 질량 이상을 지닌 것들을 뜨거운 목성이라고 부른다. 이에 비해, 목성 질량(지구 질량의 318배)보다 해왕성의 질량(지구의 17배)에 가까운 경우 이들을 '뜨거운 해왕성'이라고 부른다.
널리 외계행성 탐색에 사용되는 관측 방법은 도플러 효과로, 이 방법으로는 행성의 질량은 알 수 있어도 반지름은 알 수 없다. 그러나 이후 외계행성 중 몇 개가 어머니 항성과 지구 관찰자 사이를 통과하는 현상을 발견했으며, 이를 통해 반경을 알아낼 수 있게 되었다. 여기서 구한 뜨거운 목성의 반지름은 태양계의 목성이나 토성과 비교할 때 질량에 비해 크다. 그 이유로, 뜨거운 열 때문에 행성의 대기가 부풀어 있기 때문으로 생각된다.

### 대기
뜨거운 목성은 어머니 항성과 매우 가까운 곳을 돌고 있기 때문에 기조력으로 인하여 마치 달과 같이 행성의 한쪽 면이 항성만을 바라보도록 조석 고정이 된다. 즉 한쪽 면은 언제나 항성을 바라보므로 뜨겁게 가열되고 반대쪽은 상대적으로 온도가 낮기 때문에, 뜨거운 면에서 밤의 반구를 향해 섭씨 수백 도가 넘는 강렬한 열풍이 불고 있을 것으로 추측하고 있다. 이런 이유로 뜨거운 목성의 상층부 대기 모양은 목성이나 토성처럼 자전면과 평행한 가로 줄무늬가 아니라, 항성의 빛이 가장 강하게 내리쬐는 부분에서 어두운 면으로 몰아치는 기류에 의해 세로 방향 줄무늬가 형성되어 마치 수박 모양과 같을 것으로 예측한다. 그러나 목성 및 토성과 비교하면 느리지만 이들도 며칠에 한 번 꼴로 자전을 하기 때문에, 수박 줄무늬처럼 가지런한 모양이 생길 수 있을지는 의문이다.
뜨거운 목성의 색은 지나친 고온 때문에 고체 성분이 증발하여 가스 성분만 대기 상부에 존재하기 때문에, 진한 파란색을 보일 가능성도 있다. 이것은 바닷물이나 지구 대기의 색이 원래 투명하지만 태양광 산란 때문에 푸르게 보이는 것과 같은 현상이다.
오시리스의 경우 행성에서 외곽 대기가 탈출하고 있는데, 이를 통해 대기 조성을 알 수 있게 되었다.

## 발견

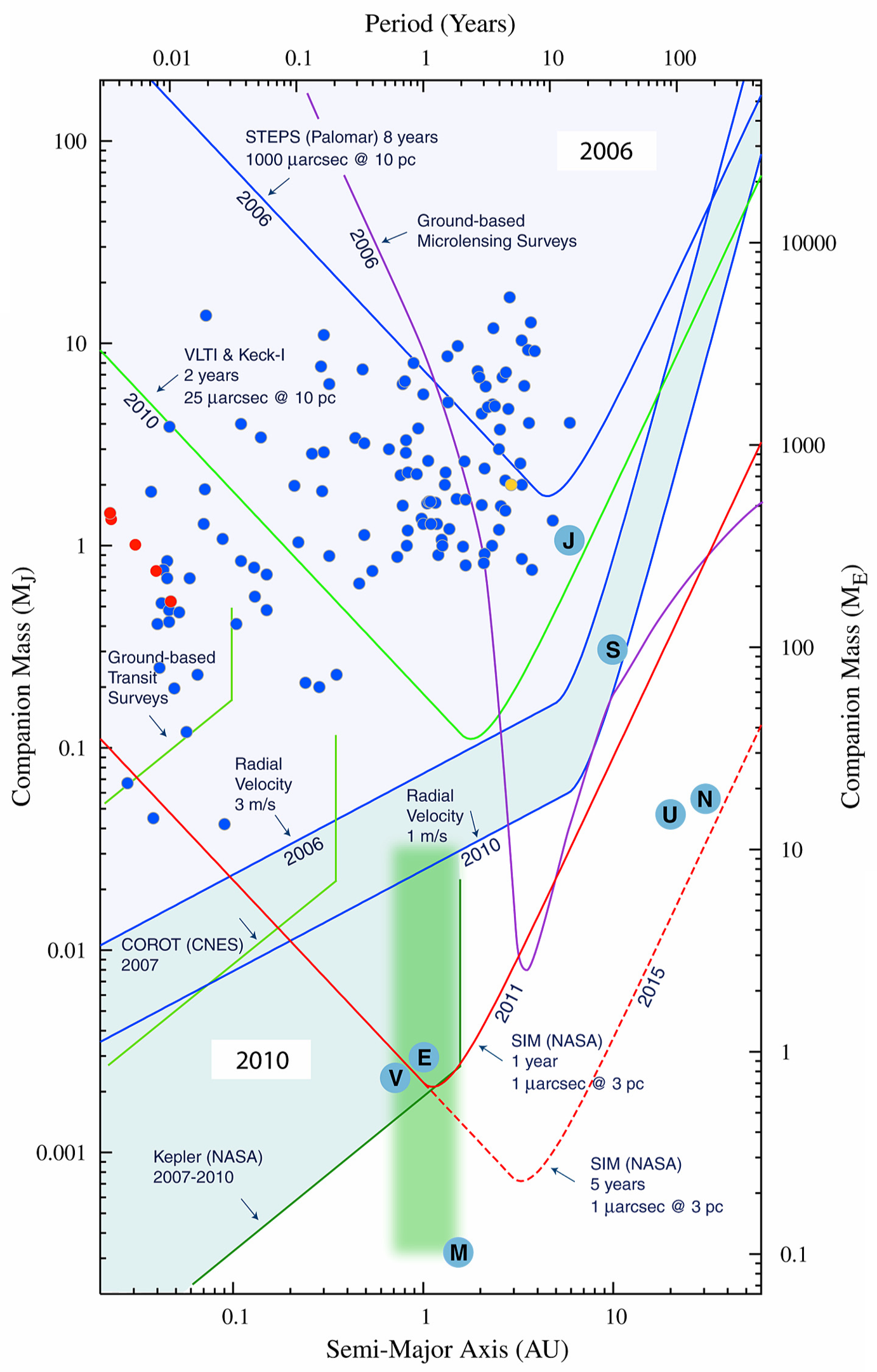
행성탐사 기술의 민감도 한계를 표로 나타낸 것. 2004년 8월 31일까지 발견된 행성을 대상으로 한 것이며, 탐사 기술별로 원의 색이 다르다. 초록색의 띠는 지구와 비슷한 환경이 생성될 수 있는 영역.

예전부터 천문학자들은 태양계 바깥 항성들도 행성을 거느리고 있을 것으로 생각했고, 1940년대부터 외계행성 탐사(행성 사냥)를 시도해 왔다. 이후 바너드 별 등 몇 개 별이 행성을 거느릴 유력한 후보로 여겨졌으나 발견에 실패했고, 외계 행성의 존재는 밝혀지지 않고 있었다. 과학 소설의 세계에서는 다양한 외계행성이 등장했지만, 실제 외계행성을 처음으로 발견한 것은 1990년대에 이르러서였다.
1995년 10월 6일 제네바 천문대 미헬 마이어와 디디에 퀼로즈가 이끄는 스위스 관측 팀이 페가수스자리 51 주위를 도는 목성 절반 질량의 행성을 발견했다. 이 행성의 궤도는 중심 항성에서 불과 0.05 천문단위(약 750만 킬로미터)밖에 떨어져 있지 않았다. 이는 수성 궤도의 8분의 1 거리에 불과한 것이었으며, 항성을 1회 공전하는 데 불과 4.2일밖에 걸리지 않았다. 이 발견은 여러 검증을 거친 끝에 외계행성으로 확정되었으며, 이를 계기로 외계행성 탐사에 가속이 붙게 된다. 이후 다른 항성 주위에서도 뜨거운 가스행성이 잇달아 발견되었다. 종래 외계행성 탐사는 대부분의 관측자가 태양계를 닮은 항성계를 가정하고 있었기 때문에 관측 데이터상으로는 나타났음에도 발견하지 못했던 것으로 보인다.
지금까지 발견된 외계행성은 앞서 말한 것처럼 대부분이 뜨거운 목성 및 타원궤도 행성이었으나, 이것만으로 우주에 널려 있는 항성 대부분이 이런 작열하는 거대 행성을 거느리고 있다고 판단하기는 어렵다. 뜨거운 목성은 자전 주기가 짧으면서 질량이 크기 때문에 어머니 항성이 흔들리는 모양이 보다 지구에서 쉽게 관측되었을 뿐이다. 관측 시간이 누적되어 가면서 항성에서 먼 궤도를 돌고 있는 행성이 점차 많이 발견되고 있다.

## 탄생 이론
뜨거운 목성의 발견으로 종래 태양계를 모델로 한 행성 형성 이론은 다른 외계 행성계에 그대로 적용될 수 없음이 증명되었고, 뜨거운 목성 및 타원궤도 행성 등을 포함한 다양한 외계 행성 생성을 설명할 수 있는 이론을 재정립할 필요가 있었다.
행성계 형성 이론으로, 원시 항성을 둘러싼 가스나 먼지 원반이 뭉쳐서 미행성을 생성하고, 이들이 다시 합치면서 항성 주위를 도는 여러 개의 행성으로 발전한다는 모형이 있다. 이 모형에서는 목성과 같은 거대 가스 행성은 항성 근처에서는 생기기 어렵다고 가정하고 있다. 그러나 지금까지 발견된 외계 행성 중 다수가 항성에서 매우 가까운 거리에 존재하고 있다. 그러므로 이런 거대 행성은 원래 원시행성계원반에서 비교적 바깥쪽 영역에서 생성되었으나, 이후 어떤 원인으로 본래 궤도에서 벗어나 안쪽으로 옮겨 왔다고 추측하고 있다.
행성이 '이주'해 온 과정을 설명하는 유력한 모형 중 하나는, 거대 행성이 행성을 만들고 남은 원반 물질과 마찰을 일으키거나, 또는 원반 자체가 항성의 중력으로 수축하면서 함께 끌려 들어가 항성에 다가갔다는 '행성 낙하 모형'이다. 그러나 이 이론에 따르면 행성이 그렇게 간단히 항성으로 끌려가면, 모든 행성은 항성에게 빨려들어가 행성계란 것이 존재하기가 힘들어진다는 반박이 가능하다. 이 때문에 어머니 항성 가까이 끌려간 행성이 현재 궤도에서 멈춘 뒤 안정되게 공전을 계속하게 만드는 이론이나, 원시행성계 원반 가스의 밀도 등을 놓고 컴퓨터 시뮬레이션을 이용한 여러 가지 연구가 이루어지고 있다. 심지어 가까운 행성은 생겨난 후 항성에 빨려 들어가고, 이후 생겨나고 또 빨려들어가는 과정을 반복한 끝에, 원반이 없어지기 직전에 만들어진 행성만 살아남았다는 이론도 있다.
또 하나 유력한 모델로, 다른 거대 행성과의 중력 섭동 현상으로 말미암아, 홀쭉한 타원 궤도를 그리며 항성에 가까워지는 타원궤도 행성이 되어, 근일점을 통과할 때마다 공전에 제동이 걸리면서 점차 이심률이 작아져 원형 궤도를 그리는 뜨거운 목성이 된다는 '점핑 목성 모형'이 있다. 뜨거운 목성보다 타원궤도 행성이 더 많이 발견되는 것을 이 이론의 증거로 사용할 수 있지만, 중력 섭동 작용을 일으키는 바깥쪽 거대 행성이 없이 뜨거운 목성 혼자만 발견되는 경우는 적용할 수 없다.

## 뜨거운 목성의 예
- 벨레로폰(페가수스자리 51b) : 주계열성 주위를 도는 외계행성 중 최초로 발견된 존재이다.
- 오시리스(HD 209458b) : 항성면을 통과하는 최초의 외계 행성으로, 최근 대기가 우주 공간으로 탈출하는 현상이 관측되었다.
- OGLE-TR-56b : 공전 주기가 29시간에 불과하다.
- 글리제 876d : 질량이 작기 때문에 뜨거운 해왕성 또는 슈퍼지구로 불린다. 관측 방법의 특징상 최저 질량만 알 수 있지만, 가장 낮게 가정했을 경우 이 행성의 질량은 지구의 5.9배에서 7.3배에 불과하다. 이 수치로부터 글리제 876d는 거대한 암석 행성일 것으로 추측하고 있다.

## 같이 보기
- 외계 행성
- 목성형 행성
- 뜨거운 해왕성
- 슈퍼지구
- 태양계